# Breda lubomirskii
Breda lubomirskii är en spindelart som först beskrevs av Władysław Taczanowski 1878.  Breda lubomirskii ingår i släktet Breda och familjen hoppspindlar. Inga underarter finns listade.